# Nowosybirski Uniwersytet Państwowy
Nowosybirski Uniwersytet Państwowy (ros. Новосибирский государственный университет), pełna nazwa: Nowosybirski Narodowy Państwowy Uniwersytet Badawczy (ros. Новосибирский национальный исследовательский государственный университет) – jeden z największych uniwersytetów i głównych ośrodków nauki w Federacji Rosyjskiej, utworzony w 1959 roku w Nowosybirsku. Jest jednym z Narodowych Uniwersytetów Badawczych Rosji.

## Historia
W czasie II wojny światowej w wyniku masowej ewakuacji przemysłu sowieckiego na wschód Nowosybirsk rozwijał się w błyskawicznym tempie. Pomiędzy 1939 a 1959 liczba jego mieszkańców wzrosła z 404 tysięcy do 887 tysięcy. Nieoficjalna stolica Syberii stała się ośrodkiem wielkiego przemysłu. Skumulowanie na tym obszarze wielu zakładów przemysłowych o różnym charakterze, sprawiło, że pojawiło się zapotrzebowanie na utworzenie uniwersytetu, który mógłby dostarczać wykwalifikowanej kadry pracowniczej. W mieście działał już Syberyjski Oddział Akademii Nauk ZSRR oraz wiele specjalistycznych szkół wyższych i instytutów, ale było to za mało. Dlatego jeszcze w 1956 roku Rada Ministrów ZSRR zatwierdziła plany utworzenia uniwersytetu. 9 stycznia 1958 roku wydała ona oficjalny dekret powołujący do życia nową wyższą uczelnię. Przewidywano budowę kilkunastu budynków, akademików oraz mieszkań dla kadry naukowej. 29 września 1959 roku odbył się pierwszy wykład w murach nowej placówki. Dzień później powstał uniwersytecki oddział Komsomołu, a w lutym następnego roku zaczęła działać lokalna komórka KPZR. Jeszcze w 1956 roku Rada Ministrów ZSRR zatwierdziła także plany powołania centrum naukowego Akademgorodok. Swe wsparcie dla projektu udzielił sowiecki przywódca Nikita Chruszczow, który odwiedził budowę kompleksu Akademgorodok dwukrotnie (1959 i 1961). W pierwszym roku akademickim naukę rozpoczęło 351 studentów. Do 1963 roku liczba studentów zwiększyła się do ponad tysiąca, a uniwersytet zatrudniał 383 naukowców. Po wydziałach związanych z matematyką i naukami ścisłymi otwierano kolejne wydziały, m.in. Wydział Nauk Humanistycznych w 1961 roku, a w 1967 roku Wydział Ekonomiczny. Uniwersytet na przestrzeni kilkudziesięciu lat stał się jedną z wiodących placówek edukacyjnych w Związku Radzieckim

## Uniwersytet obecnie
Od 1959 r. Nowosybirski Uniwersytet Państwowy opuściło ponad 50 tysięcy absolwentów. Z tej liczby 1,6 tysiąca obroniło doktoraty, a 48 absolwentów uczelni stało się członkami Rosyjskiej Akademii Nauk. Trwa nieustanna rozbudowa uniwersytetu. Rozpoczęto budowę nowego kompleksu uniwersyteckiego. Ma ona pochłonąć ok. 4 miliardów rubli, a jej zakończenie przewiduje się na rok 2015. Ma to umożliwić zwiększenie liczby studentów o prawie 40%. Według statystyk z 2011 r. na uniwersytecie studiuje 6592 studentów, a zatrudnionych jest tutaj 1874 pracowników naukowych. W 2008 roku prezydent Dmitrij Miedwiediew ogłosił program utworzenia nowego systemu wiodących ośrodków akademickich, co wiązać się miało z wysokimi grantami i wsparciem od rządu Federacji. W konkursie o miejsce w programie wzięło udział 110 uniwersytetów. Ostatecznie wybrano 29, w tym Nowosybirski Uniwersytet Państwowy. Dlatego od 2009 roku posiada on status Narodowego Uniwersytetu Badawczego Rosji, co znalazło swoje odzwierciedlenie w pełnej, oficjalnej nazwie uczelni.

## Poczet rektorów
- Ilja Wekua (1959–1965)
- Spartak Bielajew (1965–1978)
- Walentin Koptiug (1978–1980)
- Anatolij Dieriewjanko (1980–1982)
- Wladimir Nakorjakow (1983–1985)
- Jurij Jerszow (1986–1994)
- Wladimir Wragow (1994–1997)
- Nikolaj Dikanskij (1997–2007)
- Wladimir Sobianin (2007–2012)
- Michaił Fiedoruk (od 2012)

## Wydziały
- Wydział Mechaniki i Matematyki
- Wydział Fizyki
- Wydział Geologii i Geofizyki
- Wydział Nauk Przyrodniczych
- Wydział Technologii Informacyjnej
- Wydział Ekonomii
- Wydział Języków Obcych
- Wydział Nauk Humanistycznych
- Wydział Dziennikarstwa
- Wydział Medycyny
- Wydział Filozofii
- Wydział Psychologii